# DCC公司
DCC公司（DCC plc）是一家爱尔兰国际销售、市场营销和服务公司，由四个独立的部门DCC LPG、DCC零售与石油（DCC Retail & Oil）、DCC科技（DCC Technology）和DCC医疗保健（DCC Healthcare）。

## 历史
该公司由吉姆·弗莱文（Jim Flavin）于1976年创立，当时名为发展资本有限公司（Development Capital Corporation Limited） ，是一家为初创企业提供风险投资的公司。1980年代中期，公司改变了方向，成为一家工业控股公司，更名为 DCC，并于1994年在爱尔兰证券交易所和伦敦证券交易所上市。